# Papilio menatius
Papilio menatius là một loài bướm ngày thuộc họ Bướm phượng.

## Mô tả
Papilio menatius là một loài bướm lớn với sải cánh dài khoảng 95–110 mm. Mặt trên của cánh có màu đen với các dải màu vàng và các đường đốm màu vàng nhạt.
Phân loài P. m. menatius sinh sống ở Guyana có màu đen với những đốm trắng ở trung tâm của cánh trước. Trên cánh sau có một hàng vạch đỏ ở rìa và một vạch đốm một phần đỏ và một phần trắng. Phân loài P. m. victorinus được một số tác giả coi như một loài riêng biệt.
Ấu trùng của P. m. victorinus ăn Persea americana. Con trưởng thành ăn mật hoa của nhiều loại cây khác nhau, bao gồm cả các loài Lantana và Impatiens.

## Phân loại
Papilio menatius nằm trong phân chi Pterourus Scopoli, 1777 cũng bao gồm các nhóm loài: nhóm loài troilus, nhóm loài glaucus, nhóm loài zagreus và nhóm loài scamander. Papilio menatius là một thành viên của nhóm loài homerus. Các thành viên của nhánh này là:
- Papilio cacicus Lucas, 1852
- Papilio euterpinus Salvin & Godman, 1868
- Papilio garamas (Geyer, [1829])
- Papilio homerus Fabricius, 1793
- Papilio menatius (Hübner, [1819])
- Papilio warscewiczii Hopffer, 1865

và loài Papilio judicael bí ẩn chỉ được biết đến từ một số ít mẫu vật và là loài hợp lệ từ vùng Andean, hoặc là loài lai giữa P. menatius × P. warscewiczii.

### Các phân loài
Các phân loài sau đây của Papilio menatius đã được công nhận:
- P. m. menatius (Surinam, French Guiana)
- P. m. cleotas Gray, 1832 (Brazil (Santa Catarina, Rio de Janeiro) to Argentina)
- P. m. coelebs Rothschild & Jordan, 1906 (Peru)
- P. m. coroebus C. Felder & R. Felder, 1861 (Colombia, Venezuela)
- P. m. ctesiades Rothschild & Jordan, 1906 (Peru, Brazil (Amazonas, São Paulo))
- P. m. eurotas C. Felder & R. Felder, 1862 (Ecuador, Peru)
- P. m. laetitia Butler, 1872 (Costa Rica, Panama)
- P. m. lemoulti Rousseau-Decelle, 1933 (Venezuela)
- P. m. lenaeus Doubleday, 1846 (Bolivia, Peru)
- P. m. morelius Rothschild & Jordan, 1906 (western Mexico)
- P. m. syndemis (Tyler, Brown & Wilson, 1994) (Colombia)
- P. m. victorinus Doubleday, 1844 (eastern Mexico to Nicaragua)
- P. m. vulneratus Butler, 1872 (Costa Rica)

## Phân bố
Loài này có thể được tìm thấy ở nam Bắc Mỹ và hầu hết Nam Mỹ (Mexico, Nicaragua, Costa Rica, Panama, Ecuador, Suriname, Guyana, Colombia, Bolivia, Venezuela, Argentina, Brazil và Peru).

## Hình ảnh

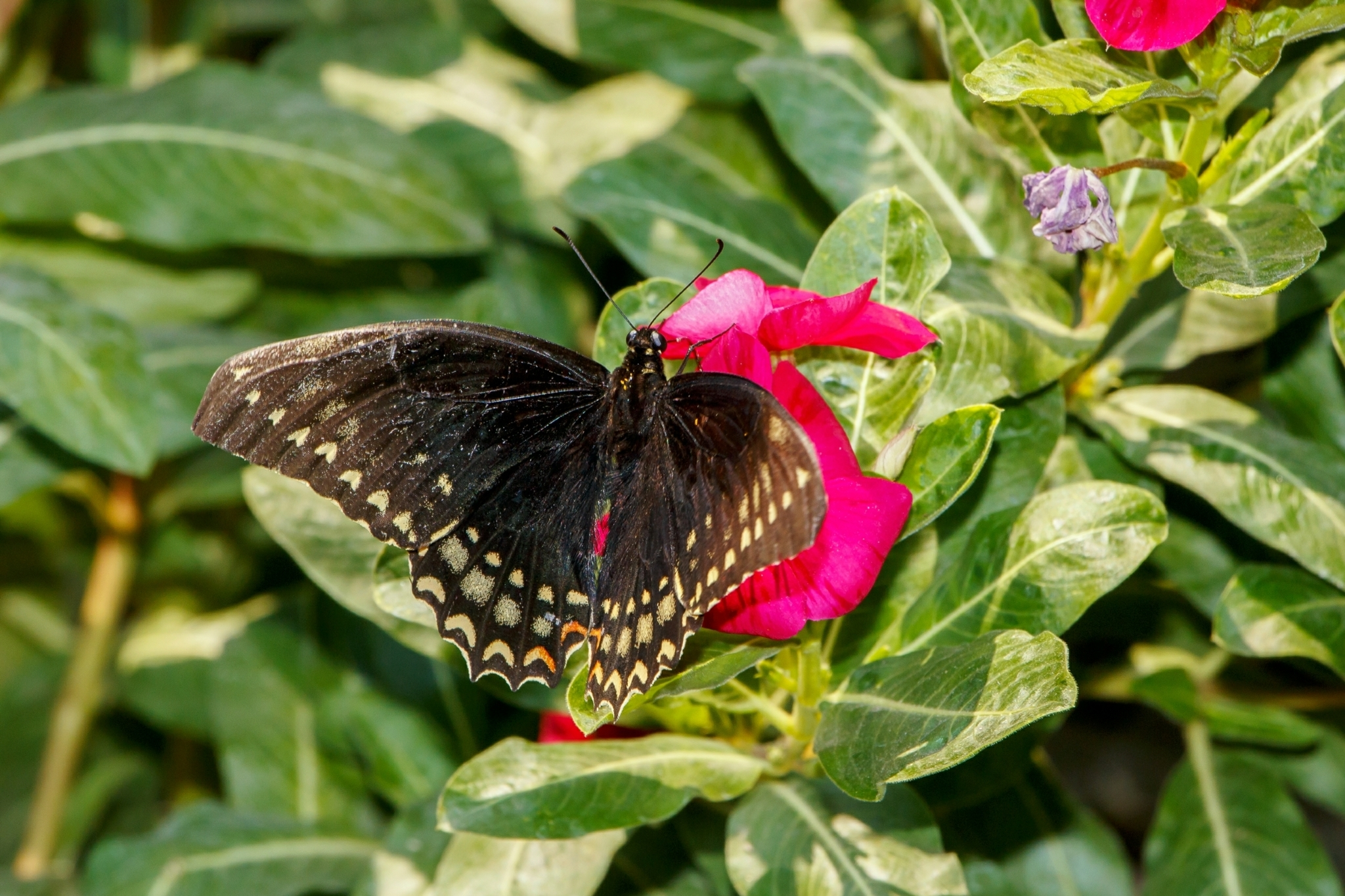
Papilio menatius ssp. morelius
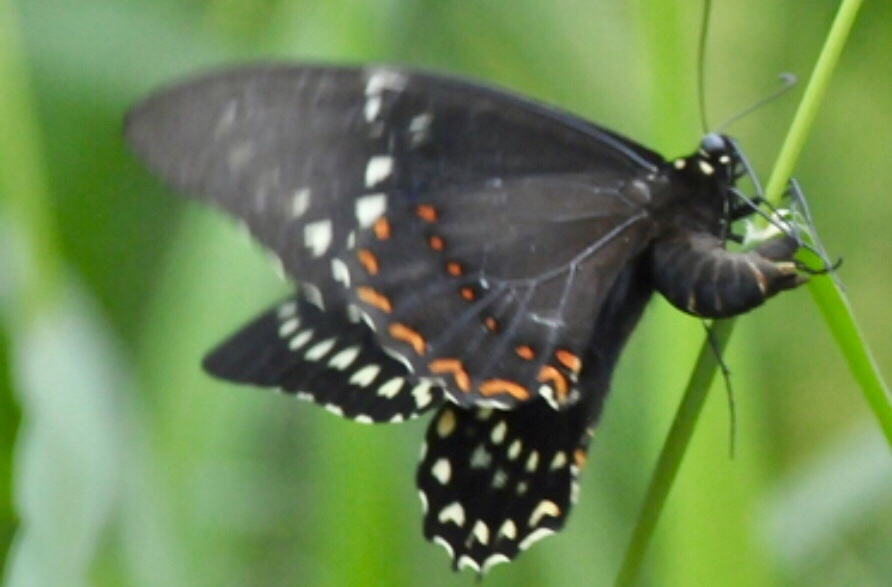
Papilio menatius ssp. victorinus